# Boeing F3B
El Boeing F3B fue un caza y cazabombardero biplano que sirvió con la Armada de los Estados Unidos desde 1928 hasta principios de los años 30 del siglo xx.

## Diseño y desarrollo
Diseñado por la compañía como su Model 74, el avión era una mejora incremental sobre el F2B. El prototipo, designado por la Armada como XF3B-1, todavía tenía, por ejemplo, las alas escalonadas del F2B, pero fue construido como hidroavión de un solo flotador, usando el tren de aterrizaje del FB-5. Sin embargo, el creciente uso de los portaaviones anuló la mayoría de las necesidades de cazas con flotadores, y por la época, otros resultados de pruebas se habían tenido en cuenta, y los F3B-1 de producción (Model 77) tenían un ala superior mayor con una ligera flecha y una cola rediseñada, con superficies de aluminio corrugado. También se eliminó la disposición de barra de extensión del tren de aterrizaje y se revisó la forma vertical de la cola.

## Historia operacional
Voló por primera vez el 3 de febrero de 1928, presentando unas respetables prestaciones y cosechando Boeing un contrato por 73 aviones más. Los F3B sirvieron como cazabombarderos unos cuatro años con los escuadrones VF-2B a bordo del USS Langley, VB-2B a bordo del USS Saratoga (más tarde VF-6B) y VB-1B en el USS Lexington, en cuyo periodo algunos fueron equipados con capós anulares Townend y otros con carenados aerodinámicos en las ruedas. Los aviones permanecieron en servicio de primera línea hasta 1932, y luego fueron retenidos como "rocines" (transportes de mandos y personal) durante varios años más.

## Variantes
XF3B-1 (Model 74)
Un prototipo con número de serie A7674.
F3B-1 (Model 77)
Biplano de caza monoplaza para la Armada estadounidense, 73 aviones con números de serie A7675-A7691, A7708-A7763.

## Operadores
Estados Unidos
- Armada de los Estados Unidos

## Especificaciones (F3B-1)
Referencia datos: The Complete Encyclopedia of World Aircraft

### Características generales
- Tripulación: Uno (piloto)
- Longitud: 7,6 m (24,8 ft)
- Envergadura: 10,1 m (33 ft)
- Altura: 2,8 m (9,2 ft)
- Superficie alar: 25,6 m² (275 ft²)
- Peso vacío: 988 kg (2177,6 lb)
- Peso máximo al despegue: 1336 kg (2944,5 lb)
- Planta motriz: 1× motor radial de nueve cilindros refrigerado por aire Pratt & Whitney R-1340-80 Wasp.
  - Potencia: 317 kW (437 HP; 431 CV)

### Rendimiento
- Velocidad máxima operativa (Vno): 253 km/h (157 MPH; 137 kt)
- Velocidad crucero (Vc): 211 km/h (131 MPH; 114 kt)
- Alcance: 547 km (295 nmi; 340 mi)
- Techo de vuelo: 6555 m (21 506 ft)
- Régimen de ascenso: 10,3 m/s (2020 ft/min)

### Armamento
- Ametralladoras: 

  - 2x Browning M1919 de 7,62 mm fijas de tiro frontal en la parte delantera del fuselaje
- Bombas: 

  - Cinco de 11,3 kg llevabas bajo el fuselaje y las alas inferiores

## Aeronaves relacionadas

### Desarrollos relacionados
- Boeing F2B
- Boeing Model 15

### Secuencias de designación
- Secuencia Numérica (interna de Boeing): ← 68 - 69 - 72 - 74 - 75 - 77 - 80 - 81 - 83 →
- Secuencia F_B (Aviones de Caza de la Armada estadounidense, 1922-1962 (Boeing, 1923-1962)): FB - F2B - F3B - F4B - F5B - F6B →